# Projectbesluit
Het projectbesluit was een wettelijke regeling geldend in Nederland
Het was een besluit dat sinds de invoering van de nieuwe Wet ruimtelijke ordening (Wro) in Nederland gebruikt kon worden door de gemeente, de Provincie en het Rijk. Met inwerkingtreding van de Wro verviel de vrijstelling op grond van artikel 19 WRO (oud). Deze vrijstellingsprocedure werd vervangen door het projectbesluit. Per 1 oktober 2010 is het projectbesluit samen met de andere planologische ontheffingen van de Wro opgegaan in de omgevingsvergunning, die geregeld is in de Wet algemene bepalingen omgevingsrecht.
Wanneer een inpassingsplan (van het Rijk of Provincie) of een bestemmingsplan (van de gemeente) een bepaalde ontwikkeling of een bepaald project niet toestaat, kan er van worden afgeweken. Door een projectbesluit te gebruiken kon er ontheffing verleend worden, van een geldend bestemmingsplan of inpassingsplan, om een project van Rijks, Provinciaal of gemeentelijk belang toch mogelijk te maken.